# Zakręt czołowy przyśrodkowy
Zakręt czołowy przyśrodkowy (łac. gyrus frontalis medialis) – w anatomii człowieka struktura anatomiczna kresomózgowia, otaczająca bruzdę obręczy. Wzdłuż górnego brzegu półkuli łączy się z zakrętem czołowym górnym, a od tyłu sąsiaduje z płacikiem okołośrodkowym.